# Satchelliella stylata
Satchelliella stylata är en tvåvingeart som beskrevs av Vaillant 1973. Satchelliella stylata ingår i släktet Satchelliella och familjen fjärilsmyggor. Inga underarter finns listade i Catalogue of Life.